# Dalbergia

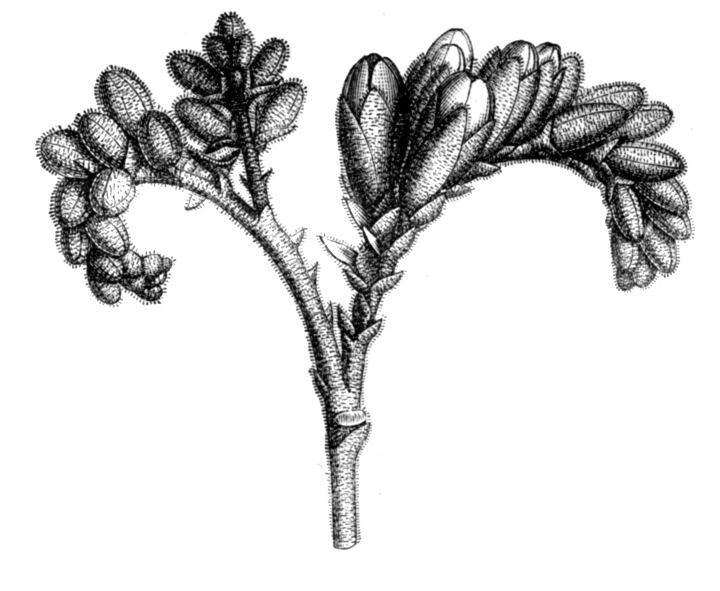
Dalbergia brasiliensis, illustratie: bloeiwijze

Dalbergia is een plantengeslacht uit de vlinderbloemenfamilie (Leguminosae). Er worden afhankelijk van de auteur honderd tot zeshonderd soorten onderscheiden. De International Legume Database & Information Service (ILDIS) onderscheidt 159 soorten.
De soorten groeien hoofdzakelijk in de tropen, in Midden-Amerika en Zuid-Amerika, Afrika met Madagaskar en Zuid-Azië.

## Beschrijving
Dalbergia-soorten vormen kleine tot middelgrote bomen, struiken en lianen. De bladeren zijn onevengeveerd.
De bloeiwijzen zijn eind- of okselstandig en vormen een gevorkt bijscherm of een aar. De schutbladeren zijn klein. De tweeslachtige bloemen zijn tweezijdig symmetrisch (zygomorf). De kelkbladeren zijn tot een klokvormige kelk vergroeid met afzonderlijke kelktanden. De kroonbladeren hebben de typische bouw van de vlinderbloemigen. Er zijn negen tot tien meeldraden.
De vruchten zijn dunne, platte peulen met één tot vier zaden.

## Ecologisch
De bladeren van enkele Dalbergia-soorten dienen als voedsel voor de rupsen van enkele vlindersoorten. Bucculatrix mendax heeft uitsluitend Dalbergia sissoo als waardplant.

## Gebruik
Het hout van Dalbergia-soorten kan bijzonder decoratief zijn, door de kleur en tekening. Het hout behoort tot de edele houtsoorten. Het hout van de bekendste soorten valt onder de verzamelnaam palissander. Het kan een aromatische geur hebben: zo wordt vanwege de geur het hout van Dalbergia decipularis „rozenhout“ genoemd.
In eerste instantie was palissander alleen het hout van Dalbergia nigra uit Brazilië, het zogeheten Rio palissander, maar een aantal andere Dalbergia-soorten worden ook erkend als palissanders. Door roofbouw is Dalbergia nigra zo zeldzaam geworden dat het hout op de CITES-I lijst staat. Het hout van de overige Dalbergia soorten valt tegenwoordig onder de bepalingen van CITES II.
Dalbergia latifolia levert het gewilde Indische palissander. Het hout van Dalbergia retusa (en verwanten) uit Midden-Amerika wordt cocobolo genoemd. Overigens is het hout van Dalbergia sissoo (niet heel decoratief, maar veel toegepast in Derde Wereld artikelen zoals wierookhouders) wel op grote schaal beschikbaar: het is een populaire straatboom.

## Soorten
Er is geen overeenstemming over de systematiek van het geslacht Dalbergia; afhankelijk van de auteur worden er 100 - 120 of tot 600 soorten onderscheiden.
Hieronder een selectie van soorten:
- Dalbergia abbreviata Craib
- Dalbergia abrahamii Bosser & R.Rabev.
- Dalbergia acariiantha Harms
- Dalbergia acuta Benth.
- Dalbergia acutifoliolata Mendonca & Sousa
- Dalbergia adami Berhaut
- Dalbergia afzeliana G.Don
- Dalbergia albiflora A.Chev. ex Hutch. & Dalziel
- Dalbergia altissima Baker f.
- Dalbergia amazonica (Radlk.) Ducke
- Dalbergia andapensis Bosser & R.Rabev.
- Dalbergia arbutifolia Baker
- Dalbergia armata E.Mey.
- Dalbergia assamica Benth.
- Dalbergia aurea Bosser & R.Rabev.
- Dalbergia bakeri Baker
- Dalbergia balansae Prain
- Dalbergia bariensis Pierre
- Dalbergia baronii (Baker): Van nature voorkomend in Oostelijk Madagaskar.
- Dalbergia bathiei R.Vig.
- Dalbergia beccarii Prain
- Dalbergia beddomei Thoth.
- Dalbergia benthamii Prain
- Dalbergia bintuluensis Sunarno & Ohashi
- Dalbergia boehmii Taub.
- Dalbergia bojeri Drake
- Dalbergia boniana Gagnep.
- Dalbergia borneensis Prain
- Dalbergia brachystachya Bosser & R.Rabev.
- Dalbergia bracteolata Baker
- Dalbergia bracteolata Baker (syn.: Dalbergia richardii Baill., Dalbergia grandidieri Baill.)
- Dalbergia brasiliensis Vogel
- Dalbergia brownei (Jacq.) Urb.
- Dalbergia burmanica Prain
- Dalbergia campenonii Drake
- Dalbergia candenatensis (Dennst.) Prain (syn.: Cassia candenatensis Dennst.)
- Dalbergia capuronii Bosser & R. Rabev.
- Dalbergia cearensis Ducke: handelsnaam „kingwood“.
- Dalbergia chapelieri Baill. (syn.: Dalbergia pterocarpiflora Baker)
- Dalbergia chlorocarpa R.Vig.
- Dalbergia cochinchinensis Laness.
- Dalbergia cultrata Benth.
- Dalbergia dalzielii Baker f. ex Hutch. & Dalziel
- Dalbergia davidii Bosser & R.Rabev.
- Bahia rozenhout (Dalbergia decipularis Rizzini & Matt.)
- Dalbergia delphinensis Bosser & R.Rabev.
- Dalbergia dyeriana Prain ex Harms
- Dalbergia ecastaphyllum (L.) Taub. (syn.: Hedysarum ecastaphyllum L.)
- Dalbergia emirnensis Benth.:
  - Dalbergia emirnensis var. decaryi Bosser & R.Rabev.
  - Dalbergia emirnensis Benth. var. emirnensis
- Dalbergia erubescens Bosser & R.Rabev.
- Dalbergia fischeri Taub.
- Dalbergia frutescens (Vell.) Britton (syn.: Dalbergia variabilis Vogel, Pterocarpus frutescens Vell.)
- Dalbergia glaucescens (Mart. ex Benth.) Benth. (syn.: Miscolobium glaucescens Mart. ex Benth.)
- Dalbergia gautieri Bosser & R.Rabev.
- Dalbergia glaberrima Bosser & R.Rabev.:
  - Dalbergia glaberrima subsp. ankaranensis Bosser & R.Rabev.
  - Dalbergia glaberrima Bosser & R.Rabev. subsp. glaberrima
- Dalbergia glaucocarpa Bosser & R.Rabev.
- Dalbergia granadillo Pittier
- Dalbergia greveana Baill. (syn.: Dalbergia ambongoensis Baill., Dalbergia myriabotrys Baker, Dalbergia eurybothrya Drake, Dalbergia ikopensis Jum., Dalbergia isaloensis R.Vig.): van nature voorkomend in Westelijk Madagaskar.)
- Dalbergia hainanensis Merr. & Chun
- Dalbergia hancei Benth.
- Dalbergia hildebrandtii Vatke (syn.: Dalbergia boivinii Baill.):
  - Dalbergia hildebrandtii Vatke var. hildebrandtii
  - Dalbergia hildebrandtii var. scorpioides (Baker) Bosser & R.Rabev.
- Dalbergia hirticalyx Bosser & R.Rabev.
- Dalbergia horrida (Dennst.) Mabb. (syn.: Amerimnon horridum Dennst., Dalbergia sympathetica Nimmo)
- Dalbergia hortensis Heringer et al.
- Dalbergia hostilis Benth.
- Dalbergia humbertii R.Vig.
- Dalbergia hupeana Hance
- Dalbergia inundata Benth.
- Dalbergia lactea Vatke
- Dalbergia lanceolaria L.f. (syn.: Amerimnon lanceolarium (L. f.) Kuntze):
  - Dalbergia lanceolaria L.f. subsp. lanceolaria
  - Dalbergia lanceolaria subsp. paniculata (Roxb.) Thoth. (syn.: Dalbergia paniculata Roxb.):
  - Dalbergia lanceolaria var. assamica (Benth.) Thoth. (syn.: Dalbergia assamica Benth., Dalbergia szemaoensis Prain)
  - Dalbergia lanceolaria L. f. var. lanceolaria
- Dalbergia lemurica Bosser & R.Rabev.
- Dalbergia louvelii R.Vig.
- Dalbergia madagascariensis Vatke:
  - Dalbergia madagascariensis subsp. antongilensis Bosser & R.Rabev.
  - Dalbergia madagascariensis Vatke subsp. madagascariensis
- Dalbergia manongarivensis Bosser & R.Rabev.
- Dalbergia martinii F.White
- Dalbergia maritima R.Vig.:
  - Dalbergia maritima R.Vig. var. maritima
  - Dalbergia maritima var. pubescens Bosser & R.Rabev.
- Dalbergia masoalensis Bosser & R.Rabev.
- Dalbergia melanoxylon Guill. & Perr.)
- Dalbergia millettii:
  - Dalbergia millettii var. mimosoides (Franch.) Thoth. (syn.: Dalbergia mimosoides Franch.)
- Dalbergia miscolobium Benth. (syn.: Dalbergia violacea (Vogel) Malme, Miscolobium violaceum Vogel)
- Dalbergia mollis Bosser & R.Rabev.:
  - Dalbergia mollis var. menabeensis (R.Vig.) Bosser & R.Rabev. (Syn.: Dalbergia chermezonii R. Vig.)
  - Dalbergia mollis Bosser & R.Rabev. var. mollis
- Dalbergia monetaria L. f.
- Dalbergia monticola Bosser & R.Rabev.
- Dalbergia neoperrieri Bosser & R.Rabev.
- Dalbergia nigra (Vell.) Allemão ex Benth.
- Dalbergia nitidula Welw. ex Baker
- Dalbergia normandii Bosser & R.Rabev.
- Dalbergia oblongifolia G.Don
- Dalbergia obovata E.Mey.
- Dalbergia obtusifolia (Baker) Prain
- Dalbergia occulta Bosser & R.Rabev.
- Dalbergia odorifera T.C.Chen
- Dalbergia oligophylla Baker ex Hutch. & Dalziel
- Dalbergia oliveri Gamble ex Prain
- Dalbergia orientalis Bosser & R.Rabev.
- Dalbergia palo-escrito Rzed.
- Dalbergia parviflora Roxb.
- Dalbergia peltieri Bosser & R.Rabev.
- Dalbergia pervillei Vatke (syn.: Dalbergia retusa Baill., Dalbergia densicoma Baill., Dalbergia obtusa Lecomte, Dalbergia microcarpa R.Vig.)
- Dalbergia pinnata (Lour.) Prain (syn.: Amerimnon pinnatum (Lour.) Kuntze, Dalbergia tamarindifolia Roxb. sowie Derris pinnata Lour.)
- Dalbergia pseudobaronii R.Vig.
- Dalbergia pseudoviguieri Bosser & R.Rabev.
- Dalbergia purpurascens Baill.
- Cocobolo (o.a. Dalbergia retusa Hemsl.): handelsnaam cocobolo.
- Dalbergia riedelii (Radlk.) Sandwith
- Dalbergia riparia (Mart.) Benth.
- Dalbergia rufa G.Don
- Dalbergia saxatilis Hook. f.
- Dalbergia sericea G.Don (Syn.: Dalbergia hircina Buch.-Ham. ex Benth., Dalbergia stenocarpa Kurz)
- Dalbergia sissoo
- Dalbergia latifolia
- Dalbergia spruceana (Benth.) Benth.: van nature voorkomend in het Braziliaanse Amazonegebied.
- Dalbergia stevensonii Standl.
- Dalbergia stipulacea Roxb. (syn.: Dalbergia ferruginea Roxb.)
- Dalbergia suaresensis Baill. (syn.: Dalbergia bernieri Baill.)
- Dalbergia trichocarpa Baker (syn.: Dalbergia boinensis Jumelle, Dalbergia perrieri Drake)
- Dalbergia tricolor Drake:
  - Dalbergia tricolor var. breviracemosa Bosser & R.Rabev.
  - Dalbergia tricolor Baker var. tricolor
- Dalbergia tsaratananensis Bosser & R.Rabev.
- Dalbergia tsiandalana R.Vig.
- Dalbergia tsoi Merr. & Chun
- Dalbergia tucurensis Donn. Sm., syn.: Dalbergia cubilquitzensis (Donn. Sm.) Pittier, Dalbergia variabilis var. cubilquitzensis Donn. Sm.): van nature voorkomend in Guatemala, Honduras, Mexico,
- Dalbergia urschii Bosser & R.Rabev.
- Dalbergia viguieri Bosser & R.Rabev.
- Dalbergia villosa (Benth.) Benth.
- Dalbergia xerophila Bosser & R.Rabev.

De volgende soorten worden tegenwoordig niet meer tot het geslacht Dalbergia gerekend:
- Dalbergia delavayi Franch.: nu Cladrastis delavayi (Franch.) Prain
- Dalbergia domingensis Turpin ex Pers.: Ist jetzt Lonchocarpus sericeus (Poir.) Kunth ex DC.
- Dalbergia heptaphylla Poir.: nu Lonchocarpus heptaphyllus (Poir.) DC.
- Dalbergia nelsii Schinz: nu Philenoptera nelsii (Schinz) Schrire
- Dalbergia oojeinensis Roxb.: nu Desmodium oojeinense (Roxb.) H.Ohashi
- Dalbergia pentaphylla Poir.: nu Lonchocarpus heptaphyllus (Poir.) DC.
- Dalbergia robusta Roxb. ex DC.: nu Derris robusta (Roxb. ex DC.) Benth.
- Dalbergia rotundifolia Sond.: nu Pterocarpus rotundifolius subsp. rotundifolius
- Dalbergia scandens Roxb.: nu Derris scandens (Roxb.) Benth.
- Dalbergia timoriensis DC.: nu Derris scandens (Roxb.) Benth.